# Takeshi Saitō
Takeshi Saitō (japanisch 齊藤 毅, Saitō Takeshi; * 8. März 1981 in Kushiro, Hokkaidō) ist ein japanischer Eishockeyspieler, der seit 2014 für die Nikkō IceBucks in der Asia League Ice Hockey spielt.

## Karriere
Takeshi Saitō spielte bis 2003 für Sapporo Polaris, dem ehemaligen Team von Yukijirushi Nyūgyō. Zur ersten Saison der neugegründeten Asia League Ice Hockey wechselte er zu den Ōji Eagles, der Mannschaft des Papierherstellers Ōji Seishi. In den Spielzeiten 2007/08 und 2011/12 gewann Saito mit seinem Team die Meisterschaft. 2010 wurde er zum besten defensiven Stürmer der Asia League Ice Hockey ernannt. 2014 wurde er nicht nur in das Asia-League-First-Team, sondern auch noch zum wertvollsten Spieler der Hauptrunde gewählt. Anschließend wechselte er zu den Nikkō IceBucks, für die er seither spielt. In bisher 588 Spielen erzielte er 568 Punkte, womit er derzeit der erfolgreichste Scorer der ALIH ist.

### International
Für Japan nahm Saitō im Juniorenbereich an den U20-Junioren-C-Weltmeisterschaften 2000 und der Division II 2001 teil. Im Seniorenbereich stand er im Aufgebot seines Landes bei den Weltmeisterschaften der Top-Division 2003 und 2004 sowie bei den Weltmeisterschaften der Division I 2005, 2006, 2008, 2009, 2010 und 2014. Bei der Weltmeisterschaft 2009 war er in der Gruppe A der Division I gemeinsam mit dem Kasachen Wadim Krasnoslobodzew Topscorer und zusammen mit dem Slowenen Mitja Šivic und dem Kasachen Jewgeni Rymarew bester Torschütze. Bei der Weltmeisterschaft 2014 brachte er die Japaner im entscheidenden letzten Gruppenspiel gegen Ungarn bereits nach knapp drei Minuten mit 1:0 in Führung und hielt damit die Hoffnung aufrecht, nach zehn Jahren wieder in die Top-Division aufzusteigen. Da die Ostasiaten aber schlussendlich mit 4:5 nach Penaltyschießen verloren, verpassten sie den Sprung nach oben und Österreich stieg statt ihrer auf.
Zudem trat er für Japan bei den Winter-Asienspielen 2007 und 2011 an, bei denen er mit Japan die Gold- bzw. die Silbermedaille gewann. Auch bei den Olympiaqualifikationsturnieren für die Winterspiele 2006 in Turin, 2010 in Vancouver, 2014 in Sotschi und 2018 in Pyeongchang vertrat er seine Farben. 2006 und 2007 nahm er mit Japan jeweils am Deutschland Cup teil.

## Erfolge und Auszeichnungen
- 2008 Meisterschaft der Asia League Ice Hockey mit den Ōji Eagles
- 2010 Bester defensiver Stürmer der Asia League Ice Hockey
- 2012 Meisterschaft der Asia League Ice Hockey mit den Ōji Eagles
- 2014 Wertvollster Spieler der Hauptrunde und First Team der Asia League Ice Hockey

### International
- 2007 Goldmedaille bei den Winter-Asienspielen
- 2009 Topscorer der Weltmeisterschaft der Division I, Gruppe A
- 2009 Bester Torschütze der Weltmeisterschaft der Division I, Gruppe A
- 2011 Silbermedaille bei den Winter-Asienspielen

## Karrierestatistik
| 2003/04     | Ōji Eagles     | ALIH        | 14  | 8   | 3   | 11  | 12  |    |    |    |    |     |
| 2004/05     | Ōji Eagles     | ALIH        | 40  | 16  | 12  | 28  | 24  | 4  | 2  | 1  | 3  | 8   |
| 2005/06     | Ōji Eagles     | ALIH        | 38  | 21  | 19  | 40  | 44  | 7  | 3  | 1  | 4  | 22  |
| 2006/07     | Ōji Eagles     | ALIH        | 29  | 13  | 15  | 28  | 49  | 4  | 1  | 4  | 5  | 8   |
| 2007/08     | Ōji Eagles     | ALIH        | 30  | 11  | 23  | 34  | 38  | 9  | 6  | 9  | 15 | 20  |
| 2008/09     | Ōji Eagles     | ALIH        | 25  | 11  | 12  | 23  | 16  | 4  | 1  | 2  | 3  | 8   |
| 2009/10     | Ōji Eagles     | ALIH        | 31  | 16  | 17  | 33  | 28  | 4  | 1  | 1  | 2  | 2   |
| 2010/11     | Ōji Eagles     | ALIH        | 36  | 19  | 28  | 47  | 34  | 4  | 1  | 1  | 2  | 4   |
| 2011/12     | Ōji Eagles     | ALIH        | 36  | 20  | 20  | 40  | 32  | 7  | 4  | 4  | 8  | 12  |
| 2012/13     | Ōji Eagles     | ALIH        | 29  | 17  | 13  | 30  | 36  | 6  | 2  | 0  | 2  | 2   |
| 2013/14     | Ōji Eagles     | ALIH        | 41  | 20  | 40  | 60  | 40  | 7  | 0  | 5  | 5  | 27  |
| 2014/15     | Nikkō IceBucks | ALIH        | 48  | 16  | 28  | 44  | 46  |    |    |    |    |     |
| 2015/16     | Nikkō IceBucks | ALIH        | 48  | 15  | 30  | 45  | 52  | 2  | 1  | 0  | 1  | 0   |
| 2016/17     | Nikkō IceBucks | ALIH        | 48  | 15  | 17  | 32  | 30  | 6  | 1  | 4  | 5  | 2   |
| 2017/18     | Nikkō IceBucks | ALIH        | 28  | 11  | 6   | 17  | 12  | 3  | 1  | 0  | 1  | 6   |
| ALIH gesamt | ALIH gesamt    | ALIH gesamt | 521 | 229 | 283 | 512 | 493 | 67 | 24 | 32 | 56 | 121 |

### International
Vertrat Japan im Seniorenbereich bei:
| - Weltmeisterschaft 2003, Top-Division - Weltmeisterschaft 2004, Top-Division - Weltmeisterschaft 2005, Division I - Qualifikation für die Olympischen Winterspiele 2006 - Weltmeisterschaft 2006, Division I - Weltmeisterschaft 2008, Division I | - Weltmeisterschaft 2009, Division I - Qualifikation für die Olympischen Winterspiele 2010 - Weltmeisterschaft 2010, Division I - Qualifikation für die Olympischen Winterspiele 2014 - Weltmeisterschaft 2014, Division I - Qualifikation für die Olympischen Winterspiele 2018 |

| Jahr                | Team                | Veranstaltung       |    | GP | G  | A  | Pts | PIM |
| ------------------- | ------------------- | ------------------- | -- | -- | -- | -- | --- | --- |
| 2003                | Japan               | WM                  | 6  | 1  | 0  | 1  | 6   |     |
| 2004                | Japan               | WM                  | 6  | 0  | 2  | 2  | 2   |     |
| 2005                | Japan               | WM, Div. I          | 5  | 1  | 0  | 1  | 4   |     |
| 2005                | Japan               | Olympiaquali        | 3  | 0  | 0  | 0  | 2   |     |
| 2006                | Japan               | WM, Div. I          | 5  | 2  | 0  | 2  | 6   |     |
| 2008                | Japan               | WM, Div. I          | 5  | 2  | 2  | 4  | 6   |     |
| 2009                | Japan               | WM, Div. I          | 5  | 5  | 4  | 9  | 27  |     |
| 2009                | Japan               | Olympiaquali        | 6  | 0  | 1  | 1  | 6   |     |
| 2010                | Japan               | WM, Div. I          | 5  | 0  | 0  | 0  | 0   |     |
| 2013                | Japan               | Olympiaquali        | 2  | 0  | 0  | 0  | 0   |     |
| 2014                | Japan               | WM, Div. I          | 5  | 1  | 4  | 5  | 2   |     |
| 2016                | Japan               | Olympiaquali        | 3  | 0  | 0  | 0  | 2   |     |
| Herren-WM gesamt    | Herren-WM gesamt    | Herren-WM gesamt    | 42 | 12 | 12 | 24 | 53  |     |
| Olympiaquali gesamt | Olympiaquali gesamt | Olympiaquali gesamt | 14 | 0  | 1  | 1  | 10  |     |

(Legende zur Spielerstatistik: Sp oder GP = absolvierte Spiele; T oder G = erzielte Tore; V oder A = erzielte Assists; Pkt oder Pts = erzielte Scorerpunkte; SM oder PIM = erhaltene Strafminuten; +/− = Plus/Minus-Bilanz; PP = erzielte Überzahltore; SH = erzielte Unterzahltore; GW = erzielte Siegtore; 1 Play-downs/Relegation; Kursiv: Statistik nicht vollständig)